# Банзаров, Доржи

Церемония открытия памятника Доржи Банзарову, 11 июня 2010 года.

Памятник Доржи Банзарову на его родине в Джидинском районе Бурятии. Скульптор Геннадий Васильев.

Каменная плита на родине Доржи Банзарова.

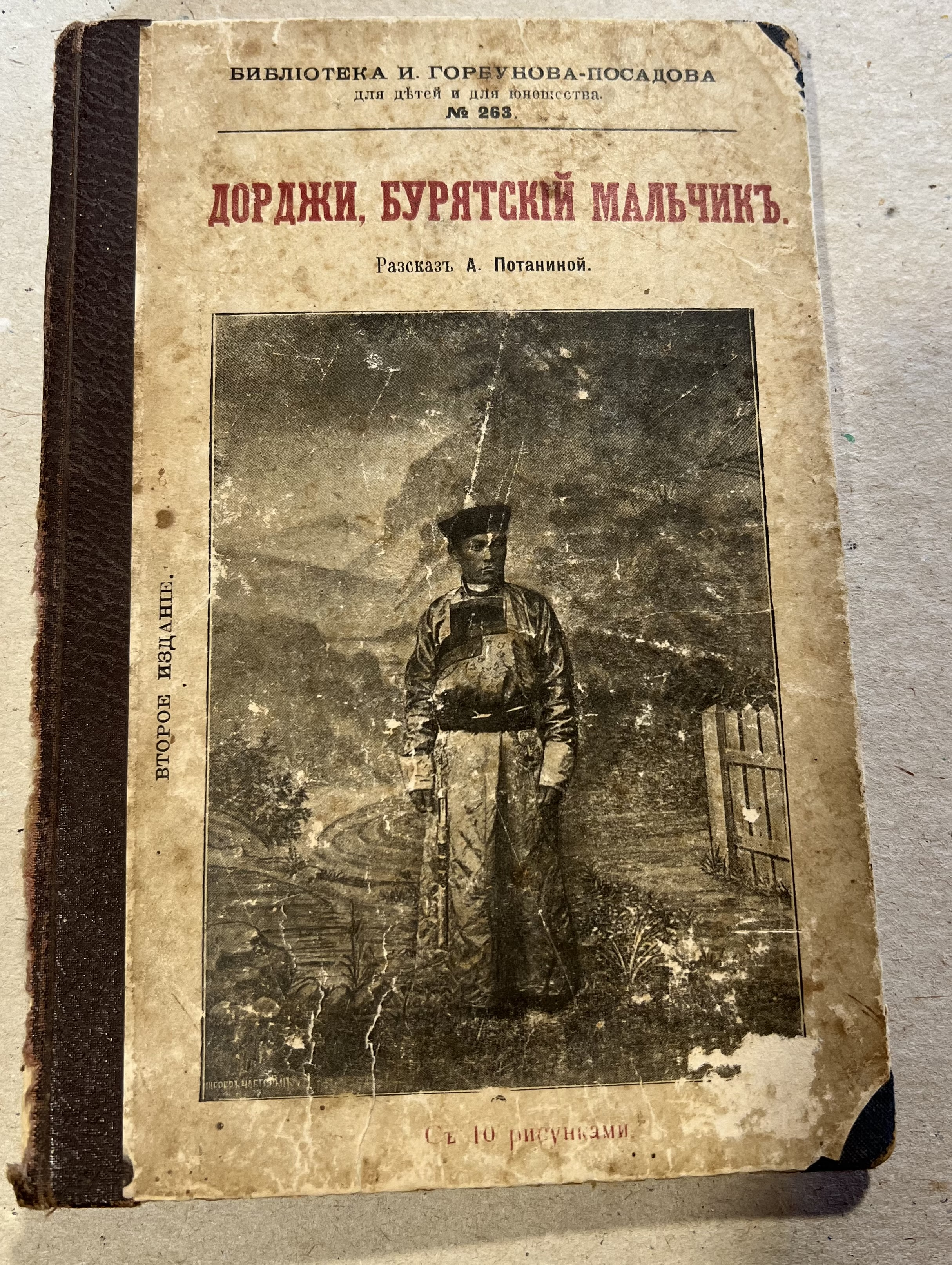
Обложка книги Александры Потаниной «Дорджи, бурятский мальчик».

Доржи́ Банза́ров (Дорджe бур. Банзарай Доржо; около 1822 года, Кутетуевский улус, Селенгинская степная дума, Забайкальская область (ныне Джидинский район Бурятии) — 1855 год, Иркутск) — востоковед, буддист, принадлежал к древнему роду Урянхай, первый бурятский учёный, получивший высшее образование европейского образца, коллежский секретарь. 
Банзаров известен рядом важных монголоведческих трудов, был членом-корреспондентом Сибирского отдела Императорского русского географического общества.

## Биография
Доржи происходил из бурят-казаков. Отец — отставной пятидесятник Ашибагатского казачьего полка Банзар Борхонов.
В 1833 году окончив Атамано-Николаевское училище, до сентября 1835 года учился в Троицкосавской русско-монгольской войсковой школе, по окончании которой был отправлен на учёбу в Казанскую мужскую гимназию. 25 января 1836 года зачислен в первый класс гимназии. В июне 1842 года окончил Казанскую гимназию с золотой медалью и правом поступить в университет.
В сентябре 1842 года поступил в Императорский Казанский университет на философский факультет, имевший восточный разряд.
5 июня 1846 года окончил университет, где изучил восточные языки: монгольский, калмыцкий, маньчжурский, санскрит, турецкий. Также Банзаров свободно читал на немецком, английском, французском и латинском языках. Был учеником Осипа Михайловича Ковалевского — одного из основателей научного монголоведения. Защитил диссертацию на степень кандидата татаро-монгольской словесности.
В 1846 году в «Ученых записках Казанского университета» опубликовал труд «Чёрная вера, или Шаманство у монголов».
В 1847—1849 годах Доржи Банзаров вёл научные исследования в Азиатском музее Санкт-Петербурга. Был избран членом-корреспондентом Императорского русского археологического общества. В 1848 году опубликовал работу «Пайцзе, или металлические дощечки с повелениями монгольских ханов».
В 1848—1850 годах работал в Казани. Учился документооборту в канцелярии Казанской губернии.
В 1850—1855 годах служил в Иркутске чиновником по особым поручениям при генерал-губернаторе Восточной Сибири Николае Николаевиче Муравьёве-Амурском. По делам ведомства жил в Кяхте и Чите. В Верхнеудинске работал по следственным делам. В этот период Банзаров опубликовал труд «Объяснение монгольской надписи на памятнике князя Исунке, племянника Чингис-Хана» (1851 год), посвящённый интерпретации надписи на «Чингисовом камне».
В 1851 году был избран членом-корреспондентом Сибирского отдела Императорского русского географического общества. Выполнял поручения ИРГО.
Умер 27 февраля 1855 года в городе Иркутск, и торжественно похоронен по буддийскому обряду 2 марта.

## Память
- В 1947 году именем Доржи Банзарова назван Бурятский педагогический институт, ныне — Бурятский государственный университет.
- В 1957 году перед зданием института был установлен памятник работы скульпторов А. Р. Вампилова и А. И. Тимина[7].
- Именем Доржи Банзарова названы улицы в городах: Улан-Удэ, Иркутск, Кяхта и Казань, селе Кырен (районном центре Тункинского района Республики Бурятия), поселке Бохан (районном центре Боханского района Иркутской области).
- В год 170-летия, в 1992 году, по инициативе председателя колхоза имени XX партсъезда В. Д. Будаева был установлен памятный камень недалеко от родового гнезда Доржи Банзарова.
- В декабре 2007 года администрация Джидинского района учредила премию имени Доржи Банзарова для особо одарённых, талантливых учащихся района, добившихся высоких результатов в различных областях деятельности.
- 24 января 2008 года постановлением правительства Республики Бурятия имя Доржи Банзарова присвоено Нижне-Ичётуйской средней общеобразовательной школе Джидинского района.
- 11 июня 2010 года в рамках празднования 75-летия Джидинского района на месте родовой усадьбы первого бурятского ученого установлен памятник работы скульптора Геннадия Васильева.
- 27 декабря 2018 года Приказом № 1294 Минобрнауки России Бурятскому государственному университету присвоено имя Доржи Банзарова. Это решение было поддержано правительством Республики Бурятия, ректором и коллективом университета, научным сообществом и общественниками.
- Мемориальная доска Доржи Банзарову в 2020 году установлена на историческом здании Научной библиотеки имени Н. И. Лобачевского Казанского федерального университета (Кремлёвская улица, 18, литера Е, корпус 6).
- В рамках празднования 200-летия ученого в селе Нижний Ичётуй Джидинского района Бурятии открыли музей и бронзовый памятник в полный рост[8].

### Художественная литература
- Цыдендамбаев Ч.. Доржи, сын Банзара. Серия: Библиотека сибирского романа. Новосибирское книжное издательство, 1961. 424 с. Тираж: 75 000 экз.
- Потанина А. Дорджи, бурятский мальчик. Рассказ. С рисунками. Москва, Типография К.Л. Меньшова, Арбат, Никольский пер., 21, 1912. 72 с.